# Resolution 1680 des UN-Sicherheitsrates
Die Resolution 1680 des UN-Sicherheitsrates ist eine Resolution, die der Sicherheitsrat der Vereinten Nationen am 17. Mai 2006 mit zwei Enthaltungen durch China und die Russische Föderation verabschiedete.
Mit der Resolution forderte der Sicherheitsrat erneut zur Umsetzung der mit Resolution 1559 (2004) formulierten Forderungen auf; insbesondere ermahnte er Syrien, die Grenzen zum Libanon zu markieren und volle diplomatische Beziehungen aufzunehmen. Er verwies zudem nochmals auf die Wichtigkeit der Bemühungen zur Auflösung und Entwaffnung sämtlicher libanesischer und nichtlibanesischer Milizen. Die Entschließung ist eine Folgeresolution zur Resolution 1655 aus dem Jahr 2005.

## Inhalt
Die Vereinten Nationen unterstreichen damit ihr Bekenntnis zur vollen Souveränität des Libanon, dessen territoriale Integrität und politische Unabhängigkeit einschließlich der Anerkennung seiner Grenzen. In dem Resolutionstext wurden einerseits die Fortschritte im nationalen Dialog begrüßt, andererseits kritisierte der Sicherheitsrat, dass wesentliche Punkte der Resolution 1559 nicht umgesetzt seien. Er erwähnt ausdrücklich die Entwaffnung aller libanesischen und nichtlibanesischen Milizen im Libanon. Dieser Abschnitt richtete sich gegen syrische Waffenhilfe einerseits, machte jedoch auch deutlich, dass die Hisbollah ihre Waffen abzugeben habe. Gleichzeitig forderte das Gremium Libanon auf, die volle Souveränität auf dem gesamten Staatsgebiet zu übernehmen. Damit sind die Übernahme staatlicher Aufgaben gemeint, die im südlichen Libanon nicht unter Kontrolle der libanesischen Regierung stehen.
Mit der Resolution kritisierte der Sicherheitsrat, dass im halbjährlichen Berichtszeitraum vor der Entschließung weiterhin Waffen aus dem Ausland in den Libanon eingeschmuggelt worden seien.
Alle Parteien im Libanon auffordernd, mit den Vereinten Nationen bei der Umsetzung dieser und früherer Resolutionen zu kooperieren, ermutigte der Rat ausdrücklich Syrien, in der strittigen Frage der Grenze zwischen beiden Staaten voranzuschreiten. Der Sicherheitsrat sieht die Lösung der Grenzfrage als entscheidend für die Sicherheit und Stabilität der Region an.
Der Sicherheitsrat nennt nicht ausdrücklich das Gebiet der Schebaa-Farmen, das von der internationalen Staatengemeinschaft als zu den syrischen Golanhöhen gehörig betrachtet wird. Diese sind seit 1967 von Israel besetzt und inzwischen annektiert worden. Syrien und Libanon berufen sich allerdings darauf, dass die Schebaa-Farmen zum Libanon gehören. Hisbollah rechtfertigt die eigene Bewaffnung als notwendig, weil Israel die Resolution 425 des UN-Sicherheitsrates missachte und weiterhin einen Teil Libanons besetzt halte.
Mit der Resolution verlangte das Gremium von der libanesischen Regierung und von Syrien Maßnahmen, die dem Schmuggel von Waffen in den Libanon entgegenstehen. Die Entscheidung des libanesischen Nationaldialoges, die palästinensischen Milizen außerhalb der Flüchtlingslager zu entwaffnen, wurde begrüßt.

## Hintergrund
Am 18. April 2006 hat der Generalsekretär der Vereinten Nationen seinen dritten halbjährlichen Bericht über die Umsetzung der Resolution 1559 vom 2. September 2004 vorgelegt. Diese 

„(...) fordert alle noch verbleibenden ausländischen bewaffneten Kräfte zum Abzug
aus Libanon auf; fordert die Auflösung und Entwaffnung aller libanesischen und nichtlibanesischen
Milizen; unterstützt die Ausweitung der Kontrolle der Regierung Libanons auf das gesamte
libanesische Hoheitsgebiet (...).“

Der Generalsekretär stellte in seinem Bericht fest, dass eine Reihe von Maßnahmen, die durch die Resolution 1559 (2004) und das Abkommen von Taif (1989) gefordert werden, nicht befolgt werden. Der Mangel an politischer Stabilität mache Libanon anfällig und zerbrechlich. Vor diesem Hintergrund verabschiedete der Sicherheitsrat die Resolution zur Unterstützung der libanesischen Regierung. 
Weniger als zwei Monate später kommt es jedoch zur Gefangennahme zweier israelischer Soldaten im Grenzgebiet zwischen Libanon und Israel durch die Hisbollah und nachfolgend zum Zweiten Libanonkrieg.
Die Nachfolgeresolution ist die Resolution 1701 des UN-Sicherheitsrates.